# Peter Lin Jiashan
Peter Lin Jiashan (chiń. 林佳善; ur. 9 września 1936 w Wenwushazhen, zm. 14 kwietnia 2023 w Fuzhou) – chiński duchowny rzymskokatolicki, arcybiskup Fuzhou.

## Biografia
11 maja 1981 otrzymał święcenia prezbiteriatu i został kapłanem Kościoła podziemnego. W latach 80. za przynależność do niego został skazany 10 lat obozu pracy.
13 lipca 1997 przyjął sakrę biskupią z rąk arcybiskupa Fuzhou Johna Yang Shudao, którego wówczas lub w 2001 został koadiutorem. Miał uznanie Stolicy Apostolskiej, jednak jako że odmówił rejestracji w urzędzie ds. wyznań, jego sakra nie była uznawana przez władze państwowe. Według nieoficjalnych źródeł bp Lin chciał sformalizować swój status od początków XXI, jednak był powstrzymywany przez podziemnych księży. Swoją działalność prowadził w Kościele podziemnym.
Po śmierci bpa Yanga 29 grudnia 2006 nie objął archidiecezji - w latach 2003-2016 oficjalnie miała ona administratorów apostolskich. Podziemnym arcybiskupem Fuzhou został według różnych źródeł 28 sierpnia 2010 lub w 2016. W 2020 został trzecim podziemnym biskupem w kraju, którego na podstawie watykańsko-chińskiego porozumienia z 2018 zatwierdził rząd w Pekinie. 9 czerwca 2020 odbył oficjalny ingres do katedry w Fuzhou. Decyzja ta wywołała kontrowersje u części środowiska Kościoła podziemnego.